# Vladimír Dlouhý (político)
Vladimír Dlouhý (n. el 31 de julio de 1953 en Praga, Checoslovaquia) es un economista, profesor y político checo. Fue el primer ministro de Industria y Comercio de la nación bajo el entonces primer ministro Václav Klaus.
Después de estudiar en la Universidad de Economía de Praga (1977) y brevemente en la Universidad de Lovaina (1977-1978), Dlouhý completó su título de postgrado en la Universidad Carolina (1980-1982). Entre 1977-1989 fue profesor en la Universidad de Economía.
De 1978 a diciembre de 1989 (el año de la Revolución de Terciopelo) fue miembro del Partido Comunista de Checoslovaquia.
Dlouhý fue designado como experto económico del Consejo Nacional Económico del Gobierno del entonces primer ministro Mirek Topolánek. Sirvió en el consejo durante toda su duración de ocho meses.
Dlouhý fue profesor en la Universidad Charles (desde 2000), y entre 2004-2010 fue de nuevo profesor de la Universidad de Economía. También es asesor de Goldman Sachs en Europa Central (desde 1997). Es vicepresidente del Grupo Europeo de la Comisión Trilateral.
Participó como precandidato en las elecciones presidenciales de la República Checa de 2013, pero no reunió la cantidad de firmas requeridas para postularse como candidato.